# 382 př. n. l.

## Hlavy států
- Perská říše – Artaxerxés II. (404 – 359 př. n. l.)
- Egypt – Hakor (393 – 380 př. n. l.)
- Bosporská říše – Leukon (389 – 349 př. n. l.)
- Sparta – Agésipolis I. (395 – 380 př. n. l.) a Agésiláos II. (399 – 360 př. n. l.)
- Athény – Phanostratus (383 – 382 př. n. l.) » Evandrus (382 – 381 př. n. l.)
- Makedonie – Amyntás III. (392 – 370 př. n. l.)
- Epirus – Alcetas I. (390 – 370 př. n. l.)
- Odryská Thrácie – Cotys I. (384 – 359 př. n. l.)
- Římská republika – tribunové Sp. Papirius Crassus, L. Papirius Mugillanus, Ser. Cornelius Maluginensis, Q. Servilius Fidenas, C. Sulpicius Camerinus a L. Aemilius Mamercinus (382 př. n. l.)
- Syrakusy – Dionysius I. (405 – 367 př. n. l.)
- Kartágo – Mago II. (396 – 375 př. n. l.)